# ТЭ3Л
ТЭ3Л (ТЭ3, луганская модификация; проектное обозначение — ТЭ20) — опытные советские грузовые тепловозы мощностью 2×2000 л. с.

## Предыстория
Крупносерийный выпуск тепловозов ТЭ3 на Луганском тепловозостроительном заводе (к началу 1960-х гг. — около полтысячи секций в год) довольно быстро породил вопрос об их модернизации. В результате Совет министров СССР выпустил постановления № 639 (от 15 июля 1959 года) и № 743 (от 19 июля 1960 года) о разработке проектов модернизации ТЭ3. Этими проектами занялись Харьковский завод транспортного машиностроения (ХЗТМ) и Луганский тепловозостроительный завод. Проект Харьковского завода представлял собой глубокую модернизацию всей машины с заменой кузова на цельнонесущий, идентичный кузову харьковских «длинных» 2ТЭ10, и с новой дизель-генераторной установкой 6Д100 (см. ТЭ30). В отличие от Харьковского, проект Луганского завода предусматривал лишь некоторую переработку кузова ТЭ3 с сохранением его длины и конструкции (с несущей рамой) и с использованием новой кабины. Проектное обозначение тепловоза было ТЭ20.

## Выпуск
В 1961 году Луганский завод выпустил опытный двухсекционный тепловоз, которому присвоили новую серию — ТЭ3Л и полное обозначение ТЭ3Л-001. Несмотря на внешнее отличие от ТЭ3, новый тепловоз по конструкции был на 80 % с ним унифицирован, в том числе и по основным размерам. На ТЭ3Л была применена силовая установка, состоящая из дизеля 6Д100 и тягового генератора ГП-307 производства ХЗТМ и ХЭТЗ соответственно. Такая же силовая установка была применена и на тепловозе ТЭ30 Харьковского завода и была на 4200 кг легче силовой установки ТЭ3. Но в отличие от ТЭ30, на ТЭ3Л были применены тяговые электродвигатели ЭД-104, как на серийных ТЭ10, имевшие на данном тепловозе мощность 258 кВт. Согласно заводским данным, в том же (1961) году были выпущены ещё 4 секции (2 тепловоза) ТЭ3Л. Согласно же Виталию Ракову, к 1962 году на дороги поступил лишь ТЭ3Л-002, из чего можно сделать вывод, что тепловоз ТЭ3Л-003 остался на заводе.

## Судьба тепловозов
ТЭ3Л-001 изначально поступил на Донецкую железную дорогу, но вскоре его вместе с ТЭ3Л-002 направили на Южную железную дорогу. Надолго тепловозы там не задержались, так как в 1963—1964 гг. их перевели обратно на Донецкую железную дорогу в локомотивное депо Дебальцево. Будучи несколько легче ТЭ3, новые тепловозы не показали заметных преимуществ. К тому же Луганский завод в середине 1960-х гг. был вовсю занят наладкой серийного выпуска тепловозов 2ТЭ10Л мощностью 2×3000 л. с., которые по сути представляли собой ТЭ3Л с дизельным двигателем 10Д100. А руководство МПС склонялось к концепции создания ряда мощных и тяжелых тепловозов; новый локомотив с мощностью 2х2000 л. с. в эту концепцию не вписывался, поэтому ЛТЗ продолжал выпуск уже освоенных в большой серии ТЭ3.
Сами опытные тепловозы ТЭ3Л в 1968 году были исключены из инвентарного парка.